# Weg

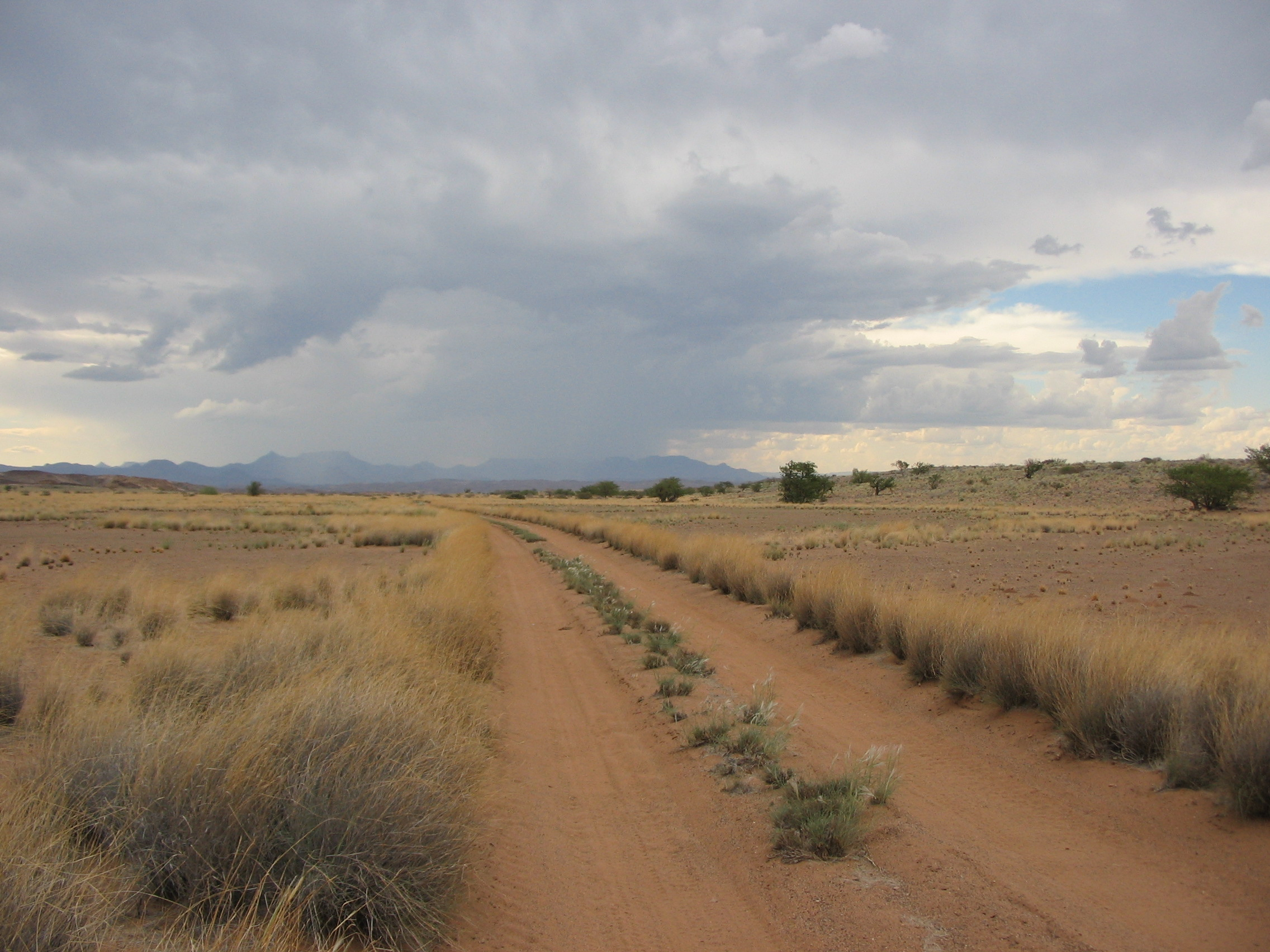
Een zandweg in Namibië

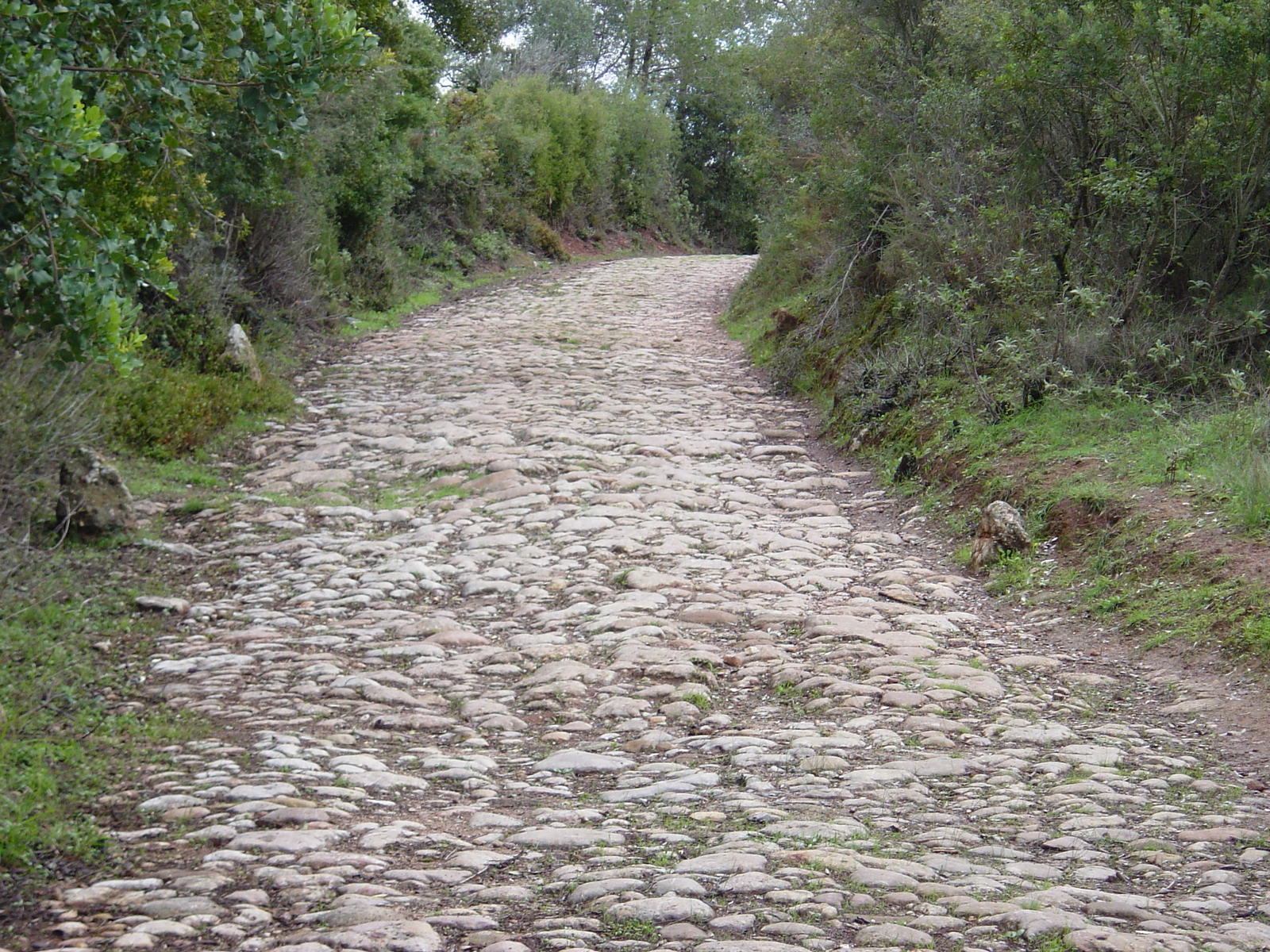
Romeinse weg in Setúbal, Portugal

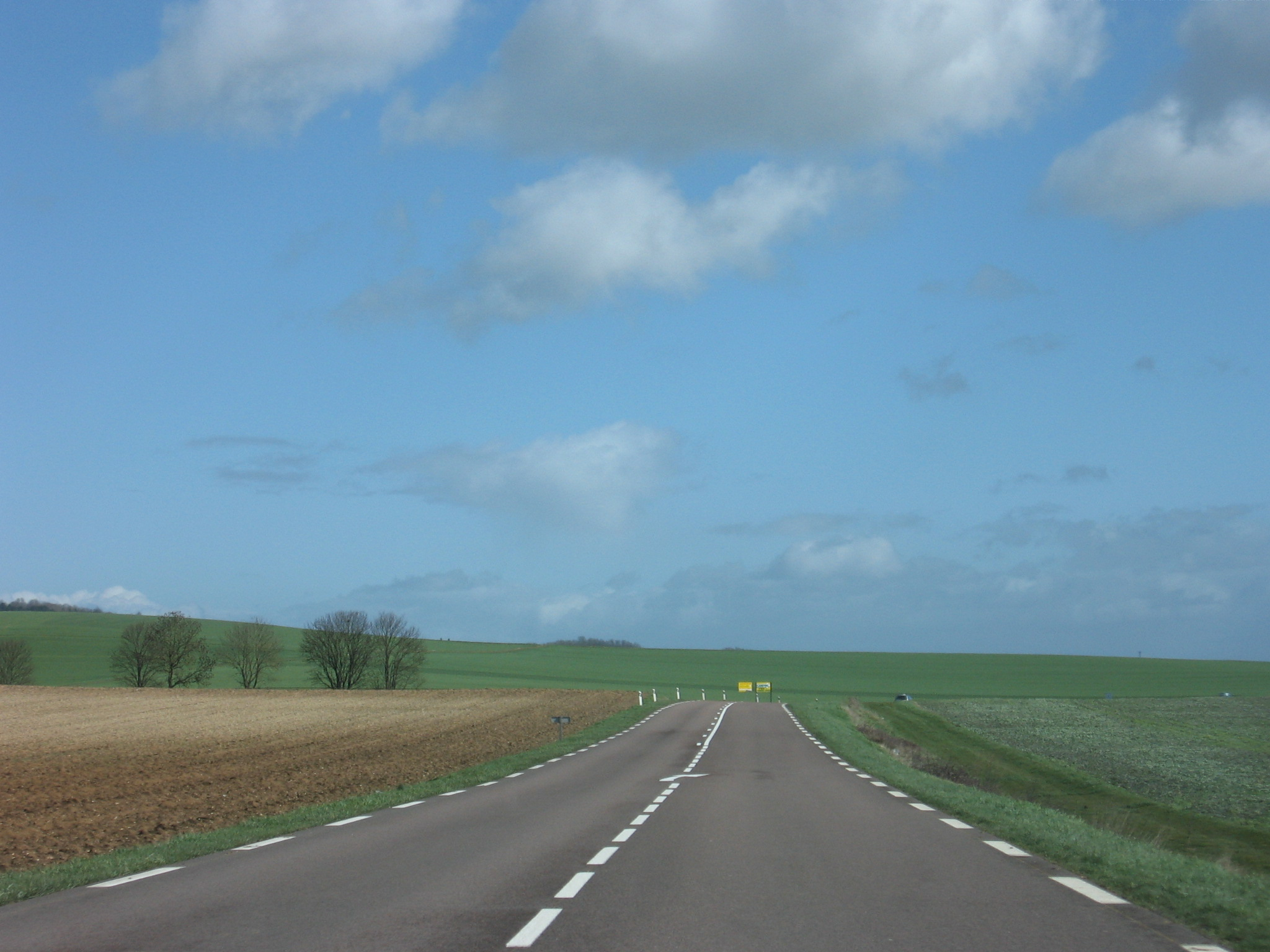
Weg in Noord-Frankrijk

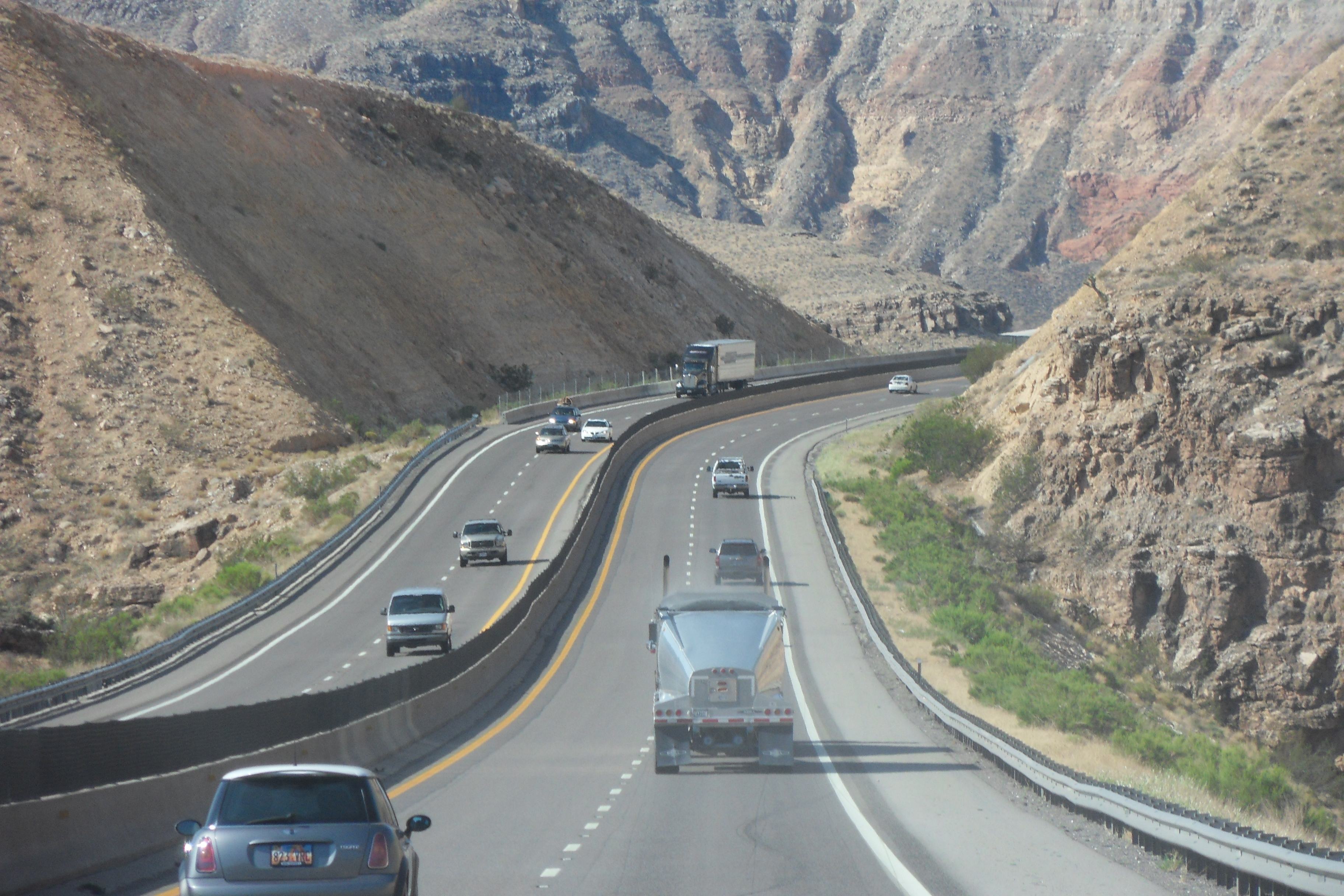
Een snelweg naar Las Vegas

Een weg is een smalle strook die is aangelegd over land of op een kunstmatige structuur - bijvoorbeeld een dijk of een brug - en die bedoeld is voor wegverkeer. Wegen zijn een belangrijk onderdeel van de verkeersinfrastructuur. Met 'wegen' wordt meestal gedoeld op openbare wegen, zo ook in de rest van dit artikel. Er zijn daarnaast ook eigen wegen, die niet worden beheerd door Rijkswaterstaat, de provincie of de gemeente.
Een weg kan verhard zijn, met klinkers, kasseien, asfalt of beton, om de begaanbaarheid te verbeteren. Een verharding met klinkers noemt men bestrating en buiten de bebouwde kom spreekt men wel van een straatweg. Een verharde weg wordt, vooral binnen de bebouwde kom en ook als de verharding niet met klinkers is, ook straat genoemd. 
In bredere betekenis kan men de weg als primaire infrastructuur voor een bepaald transportmiddel definiëren. Zo spreekt men over spoorweg en waterweg. In sommige talen worden zelfs vliegroutes en kabelbanen als een soort "weg" aangeduid.

## Historie
Wegen bestonden al voordat de mens op aarde rondliep. Immers ook dieren vormden paden en routes naar voedsel en drinkplaatsen. De simpelste vorm van een weg is dan ook een platgetreden stuk grond, dat met regelmaat wordt belopen door mens of dier. Deze vorm is ook wel bekend onder de naam wildpad of wissel. Deze paden zijn voornamelijk te vinden op goed beloopbare delen van het land. De meer onbegaanbare delen worden vermeden.
Na de verschijning van de mens op aarde begonnen de paden zich te ontwikkelen tot wegen. Dit geschiedde onder invloed van het ontstaan van vervoermiddelen en de noodzaak van verplaatsing voor het voeren van handel. In eerste instantie waren deze wegen smal omdat ze alleen werden belopen door mensen of lastdieren. Na het ontstaan van wagens moesten deze wegen breder zijn om de voertuigen onbelemmerd te kunnen laten rijden.
Op drukkere routes ontstond de behoefte van passeermogelijkheden voor verkeer uit tegenovergestelde richting. Bij nog grotere drukte werd de behoefte aan meerdere rijstroken groter en ontstonden nog bredere wegen. De breedtes van deze wegen waren gerelateerd aan de breedte van de voertuigen die er gebruik van maakten.
In Europa waren het de Romeinen die de wegen tussen de verschillende woongemeenschappen verhardden om zodoende hun legers snel te kunnen verplaatsen.
Met de opkomst van het autoverkeer in de 20e eeuw hebben er grote ontwikkelingen aan het ontwerp van wegen plaatsgevonden.

## Wegontwerp
Het wegontwerp is de vormgeving van wegen, waaronder begrepen het bepalen van het horizontaal en verticaal alignement, het dwarsprofiel en de vormgeving van de kruispunten en knooppunten.
Een weg bestaat uit een of meer rijbanen waarop het verkeer wordt afgewikkeld. Een rijbaan bestaat op haar beurt weer uit een of meer rijstroken (soms ook een vlucht- of pechstrook en een fietsstrook), die met belijning van elkaar zijn gescheiden. Naast de rijbanen bestaat de weg uit een berm, waarnaast voor de afwatering soms een bermsloot is aangebracht. Bij autosnelwegen wordt meestal een middenberm toegepast om de rijbanen van elkaar te scheiden.
Vaak zijn langs wegen trottoirs en/of fietspaden aangebracht. Dit zijn officieel geen rijbanen, maar ze maken meestal wel deel uit van dezelfde weg.
Een rijstrook is per definitie breed genoeg voor een vierwielig voertuig. Vaak is er een fietsstrook, maar die is meestal te smal om 'rijstrook' genoemd te worden.
Soms ook loopt er een parallelrijbaan voor het langzame verkeer. Langs de rijbanen staan verkeersborden, die geboden en verboden aangeven, de weg wijzen en voor gevaarlijke situaties waarschuwen. Voor de veiligheid zijn de meeste wegen en straten voorzien van straatverlichting. Als aanvulling op de gewone markering en als tevens alternatief voor straatverlichting past men actieve markering toe.
Voor de veiligheid zijn snelheidsremmende maatregelen genomen, waaronder drempels, wegversmallingen en asverspringingen.
Wegen kruisen elkaar regelmatig gelijkvloers, waarbij minimaal borden ter waarschuwing zijn aangebracht. Vaker geven borden aan welke verkeersregels ten aanzien van voorrang gelden. Bij drukkere kruisingen zijn vaak verkeerslichten aangebracht, die steeds vaker worden vervangen door rotondes. Kruisingen met spoorwegen worden overwegen genoemd.
Kruisingen vinden ook vaak ongelijkvloers plaats, door middel van een brug, tunnel of viaduct.
Het netwerk van wegen (verkeersinfrastructuur) is in de regel dichter naarmate de bevolkingsdichtheid van een gebied groter is. In een stad krioelt het vaak van wegen en paden terwijl op enige afstand van de stad er nog maar een paar wegen te vinden zijn die of naar een volgende stad of dorp lopen, of die lokale verbindingen vormen.
De bochten in de zogenaamde oude wegen zijn hoofdzakelijk ontstaan door fysieke omstandigheden, zoals het mijden van minder begaanbare plaatsen. Lange tijd vormden rivieren en moerassen onoverkomelijke hindernissen die alleen maar door het gebruik van veren of ponten konden worden gepasseerd. Naarmate de techniek zich ontwikkelde ontstonden mogelijkheden in de vorm van dammen en bruggen (zie ook:kunstwerken). De veranderingen in de voertuigen die gebruikmaken van de wegen hebben ook geleid tot andere wegverhardingen. Snellere voertuigen vragen om vlakkere wegverhardingen zodat veiligheid en comfort gewaarborgd kunnen blijven. Ook het milieu stelt tegenwoordig eisen aan verhardingen. Met name geluidsoverlast heeft geleid tot de ontwikkeling van zogenaamde stille wegdekken.

## Wegencategorieën
Soorten wegen:
- Autosnelweg: kruisingsvrije weg voor snel gemotoriseerd verkeer met gescheiden rijbanen. Als een autosnelweg buiten de bebouwde kom ligt (wat meestal het geval is), dan is de maximumsnelheid in Nederland meestal 130 km/h en in België 120 km/h. In sommige landen mag harder worden gereden, terwijl in Duitsland op veel snelwegen geen maximumsnelheid bestaat.
- Autoweg: weg, uitsluitend voor gemotoriseerd verkeer. Buiten de bebouwde kom mag in Nederland 100 km/h worden gereden. In België geldt geen afwijkende maximumsnelheid.
- "Gewone" weg: hier mag in Europa meestal maximaal 50 km/h worden gereden binnen de bebouwde kom. Buiten de bebouwde kom is de maximumsnelheid in Nederland 80 km/h. In België is de normale maximumsnelheid buiten de bebouwde kom 90 km/h, op wegen met minimaal 2×2 rijstroken buiten de bebouwde kom, gescheiden door bijvoorbeeld een middenberm, geldt een maximumsnelheid van 120 km/h. Wegen mogen, tenzij anders aangegeven, door zowel snel- als langzaam verkeer gebruikt worden.
- Erf: gebied waar de verblijfsfunctie (lopen, spelen, enzovoorts) prioriteit heeft boven de verkeersfunctie van de weg. Er mag enkel stapvoets (15 km/h) worden gereden.
- Fietspad
- Voetpad, wandelpad of ander voetgangersgebied

In het kader van het project Duurzaam Veilig worden wegen in Nederland tegenwoordig ingedeeld in drie wegencategorieën:
- Stroomweg (SW): weg die enkel een verkeersfunctie kent. In deze categorie vallen de autosnelwegen (met een maximumsnelheid van 130 km/h) en regionale stroomwegen (met een maximumsnelheid van 100 km/h).
- Gebiedsontsluitingsweg (GOW): weg met een verkeer- en uitwisselfunctie. Binnen de bebouwde kom mag 50 of 70 km/h worden gereden, erbuiten 80 km/h.
- Erftoegangsweg (ETW): weg met een belangrijke verblijfsfunctie (woonwijken, winkelcentra et cetera). Binnen de bebouwde kom mag er 30 km/h worden gereden, erbuiten 60 km/h.

## Indeling

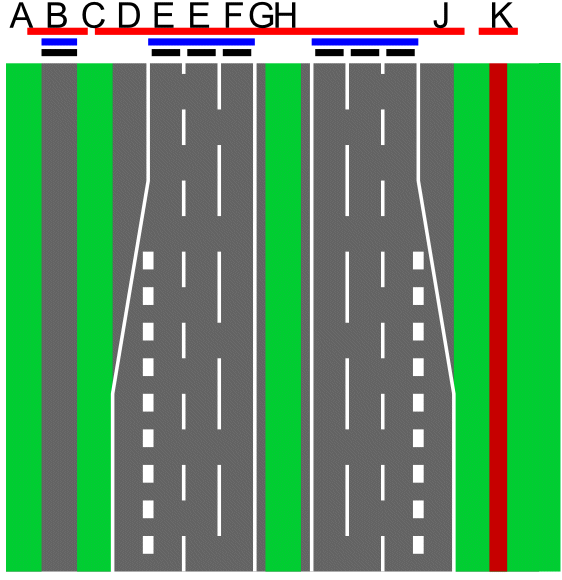
Standaardindeling van een weg. Zie gekleurde balken en letters bovenaan.
Weg. Fietspad en ventweg kunnen geen deel uitmaken van een auto(snel)weg en zijn in dat geval dus aparte wegen. Ze kunnen wel deel uitmaken van een andere weg.
Rijbaan, een fietspad geldt niet als rijbaan
Rijstrook
A zijberm
B ventweg (geen officiële term)
C zijberm
D vluchtstrook, uitrijstrook, spitsstrook
E rijstrook
F plusstrook
G redresseerstrook
H middenberm
J vluchtstrook, invoegstrook, spitsstrook
K fietspad

Een weg bestaat in de regel uit een of meer rijbanen en eventueel een of meer fietspaden en voetpaden of trottoirs, en soms een ruiterpad, gescheiden door trottoirbanden, vangrails of bermen, en met bermen aan weerszijden. De bermen maken deel uit van de weg. Autowegen en autosnelwegen zijn meestal begrensd door een hek of sloot.
Zijn meerdere rijbanen, fietspaden en voetpaden evenwijdig, dan is het niet altijd duidelijk of het gaat om onafhankelijke wegen of om rijbanen die tot dezelfde weg behoren. 
Twee rijbanen die gescheiden zijn door een sloot of een gracht, zijn aparte wegen.
Het lijkt paradoxaal als een fiets- of voetpad langs een auto(snel)weg ligt. Langzaam verkeer mag zich immers niet zonder noodzaak op een autoweg bevinden. Een fietspad langs een auto(snel)weg (bijvoorbeeld de Afsluitdijk) moet dan ook als een aparte weg beschouwd worden. De begrenzing van de auto(snel)weg is dan in de tussenberm, bijvoorbeeld bij de vangrail.
Het onderscheid tussen twee evenwijdige wegen en één weg met twee of meer rijbanen is van belang in de volgende situaties. Zijn er twee aparte wegen, dan hebben de regels op de ene weg geen invloed op een andere weg.
- Er mag meestal niet op de linkerrijbaan worden gereden. Fietsers mogen meestal alleen op de rechtse rijbaan.
- Ligt er een trottoir, voetpad, een verplicht fietspad of fiets/bromfietspad langs de weg, dan zijn de rijbanen als regel verboden voor voetgangers, fietsers en bromfietsers.
- Het bord C16, gesloten voor voetgangers, geldt voor de hele weg.
- Bij het bord F7, keerverbod, mag men niet terugrijden over de andere rijbaan, maar wel over een andere weg.

## Wegbeheer

### Nederland
Een weg wordt beheerd en onderhouden door een wegbeheerder. In Nederland zijn de volgende instanties wegbeheerder:
- Rijkswaterstaat voor de Rijkswegen
- Provincies voor de provinciale wegen
- Gemeentes voor de lokale wegen
- Waterschappen voor de waterschapswegen

Het wegennet van Nederland is een van de dichtst vertakte wegennetten ter wereld. Nederland beschikt over ongeveer 135 470 km aan openbare wegen (2007). Hiervan zijn 5012 km rijksweg, de provinciale wegen hebben een lengte van 7899 km, en de overige (lokale) wegen 122 559 km.

### België
In België bestaan de volgende wegbeheerders:
- Het Vlaams, Brussels en Waals Gewest op de gewestwegen
- De provincies op de provinciewegen
- De gemeentes op de gemeentewegen

### Andere landen
In sommige landen, waaronder Frankrijk, bestaan er wegen in particulier bezit. Dat zijn in veel gevallen tolwegen. Ook Nederland en België kennen enkele tolwegen, vaak bij kunstwerken waar grote investeringen voor gedaan zijn, zoals de Liefkenshoektunnel die deel uitmaakt van de noordelijke ring om Antwerpen.

## Wegonderverdeling en kenmerken per land
- Wegen in China
  - Nationale wegen van China
- Wegen in Denemarken
  - Deense autosnelweg
- Wegen in Duitsland
  - Duitse autosnelweg
- Wegen in Japan
  - Japanse autosnelweg
  - Nationale autoweg van Japan
- Wegen in Frankrijk
- Wegen in Nederland
- Wegen in Ierland
  - Nationale primaire weg (Ierland)
  - Nationale secundaire weg (Ierland)
- Wegen in Roemenië
- Wegen in Zweden